# 1 Brygada Artylerii Pieszej

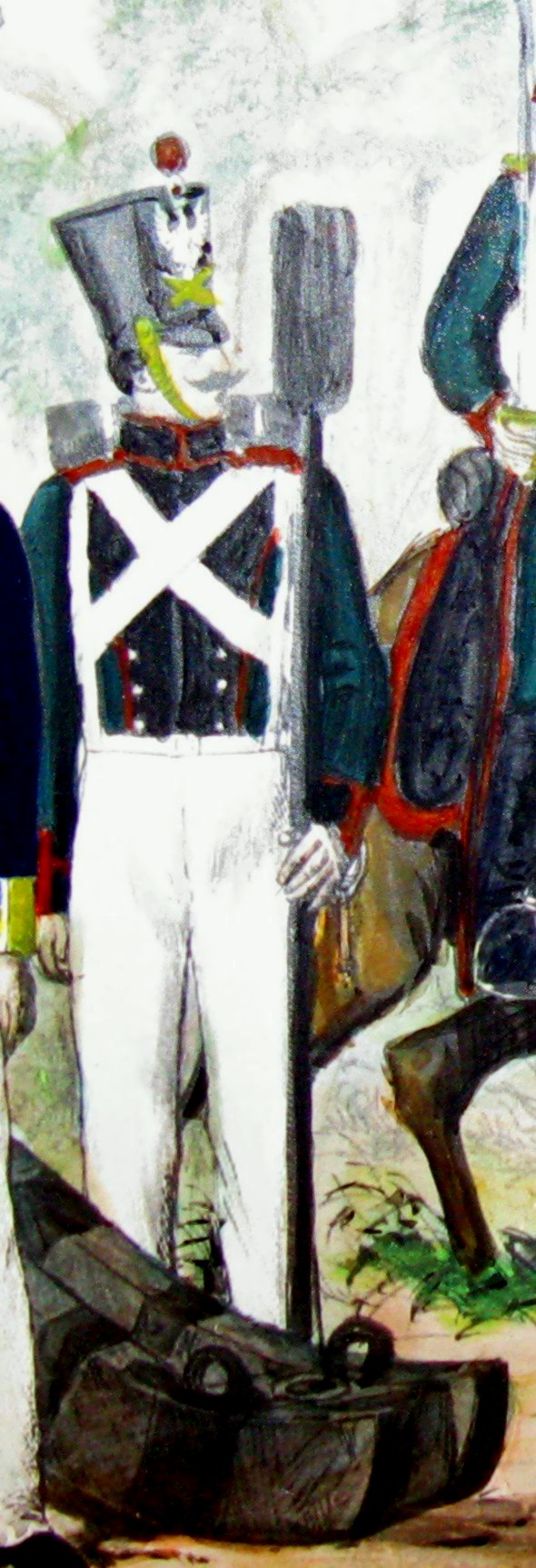
Żołnierz artylerii pieszej

 1 Brygada Artylerii Pieszej – jednostka  artylerii  Wojska Polskiego Królestwa Kongresowego.

## Skład organizacyjny i obsada personalna
dowództwo brygady - Grójec
Dowódca brygady
pułkownik Antoni Płonczyński
1 kompania pozycyjna - Kozienice
dowódca 1 kompanii pozycyjnej:
pułkownik Jan Lepige
1 kompania lekka - Grójec
dowódca 1 kompanii lekkiej
pułkownik Płonczyński Antoni
2 kompania lekka - Radom
dowódca 2 kompanii lekkiej
pułkownik Ignacy Walewski (do 1826)
kapitan Franciszek Łapiński (1826-1831)
Dowódcą artylerii pozycyjnej i lekkiej był generał brygady Jakub Redel.
W 1822 r., na krótko przed wydaleniem, przydział do 1 kompanii pozycyjnej otrzymał Józef Bem (wówczas w stopniu kapitana)

## Mundur
Kurtka mundurowa, kroju piechoty, zielona z wyłogami, kołnierzem i rękawami czarnymi, z wypustkami pąsowymi i czarną  patką na rękawach, guziki żółte metalowe z wyobrażeniem granatu z płomieniem, pod nim dwie skrzyżowane lufy armatnie. Naramienniki sukienne z wyciętymi cyframi l lub 2 i podłożone żółtym. suknem 
Lejbiki zielone z czarnym kołnierzem, wypustkami pąsowymi na kołnierzu i rękawach, guziki 
mundurowe, naramienniki jak przy kurtce.
Spodnie zimowe sukienne zielone z wypustką pąsową; latem czechczery. Płaszcze szare z kołnierzem czarnym, wypustką pąsową z naramiennikami. Kaszkiet z pomponem i kordonami czerwonymi, podpinka metalowa żółta z granatem, orzeł z białej blachy, pod nim dwie lufy armatnie.
Furażerka zielona z czarnym lampasem i trzema pąsowymi wypustkami. Felcechy z czerwonymi pomponami. Wszystkie lederwerki  biało kredowane. Na patrontaszu granat metalowy żółty o trzech płomieniach. 
Ubiór oficerów podobny do ubioru oficerów piechoty pełniących służbę konno z uwzględnieniem kolorów artylerii konnej. 
Osiodłanie i czaprak kroju jak dla oficerów piechoty, pełniących służbę konno. Kolor sukna zielony, galony złote po ich brzegach, wypustki pąsowe